# Bateau-mouche sur la Seine
Bateau-mouche sur la Seine je francouzský krátký film, který natočil Georges Méliès v roce 1896. V současné době je film považován za ztracený.